# Okres Aarau
Okres Aarau je jedním z 11 okresů v kantonu Aargau ve Švýcarsku. V prosinci 2016 zde žilo 75 939 obyvatel.

## Poloha, popis
Území se rozkládá na jih od obce Densbüren, která je na východním okraji pohoří Jura. Svažuje se do údolí kolem řeky Aara a jejího přítoku řeky Suhre. Nadmořská výška je v rozsahu zhruba od 360 m v údolí až po téměř 870 m v horských oblastech. Celková rozloha území je 104,47 km².
Okres Aarau sousedí s těmito okresy (od severu ve směru hodinových ručiček): Laufenburg, Brugg, Lenzburg, Kulm, Zofingen a pak v kantonu Solothurn okresy Olten a Gösgen.

## Obce v okresu
Okres Aarau tvoří celkem 12 obcí, jimiž jsou:
| P.č. | Jméno obce     | Obyvatel (k 31. prosinci 2016) | Rozloha km² |
| ---- | -------------- | ------------------------------ | ----------- |
| 1    | Aarau          | 20 782                         | 12,34       |
| 2    | Biberstein     | 1 540                          | 4,1         |
| 3    | Buchs          | 7 885                          | 5,36        |
| 4    | Densbüren      | 706                            | 12,52       |
| 5    | Erlinsbach     | 4 096                          | 9,87        |
| 6    | Gränichen      | 7 615                          | 17,21       |
| 7    | Hirschthal     | 1 583                          | 3,53        |
| 8    | Küttigen       | 6 084                          | 11,89       |
| 9    | Muhen          | 3 872                          | 7,03        |
| 10   | Oberentfelden  | 7 719                          | 7,16        |
| 11   | Suhr           | 9 960                          | 10,59       |
| 12   | Unterentfelden | 4 097                          | 2,87        |
|      | CELKEM (12)    | 75 939                         | 104,47      |

## Doprava
Silniční síť v okresu je hustá. Územím okresu prochází Dálnice A1, na kterou je jediný nájezd při západní hranici okresu.